# Saint-Martin-du-Tilleul
Saint-Martin-du-Tilleul é uma comuna francesa na região administrativa da Normandia, no departamento de Eure. Estende-se por uma área de 5,2 km². Em 2010 a comuna tinha 252 habitantes (densidade: 48,5 hab./km²).